# Friedhof Friedenshügel
Koordinaten: 54° 46′ 23,48″ N, 9° 24′ 12,17″ O

Logo der Flensburger Friedhöfe

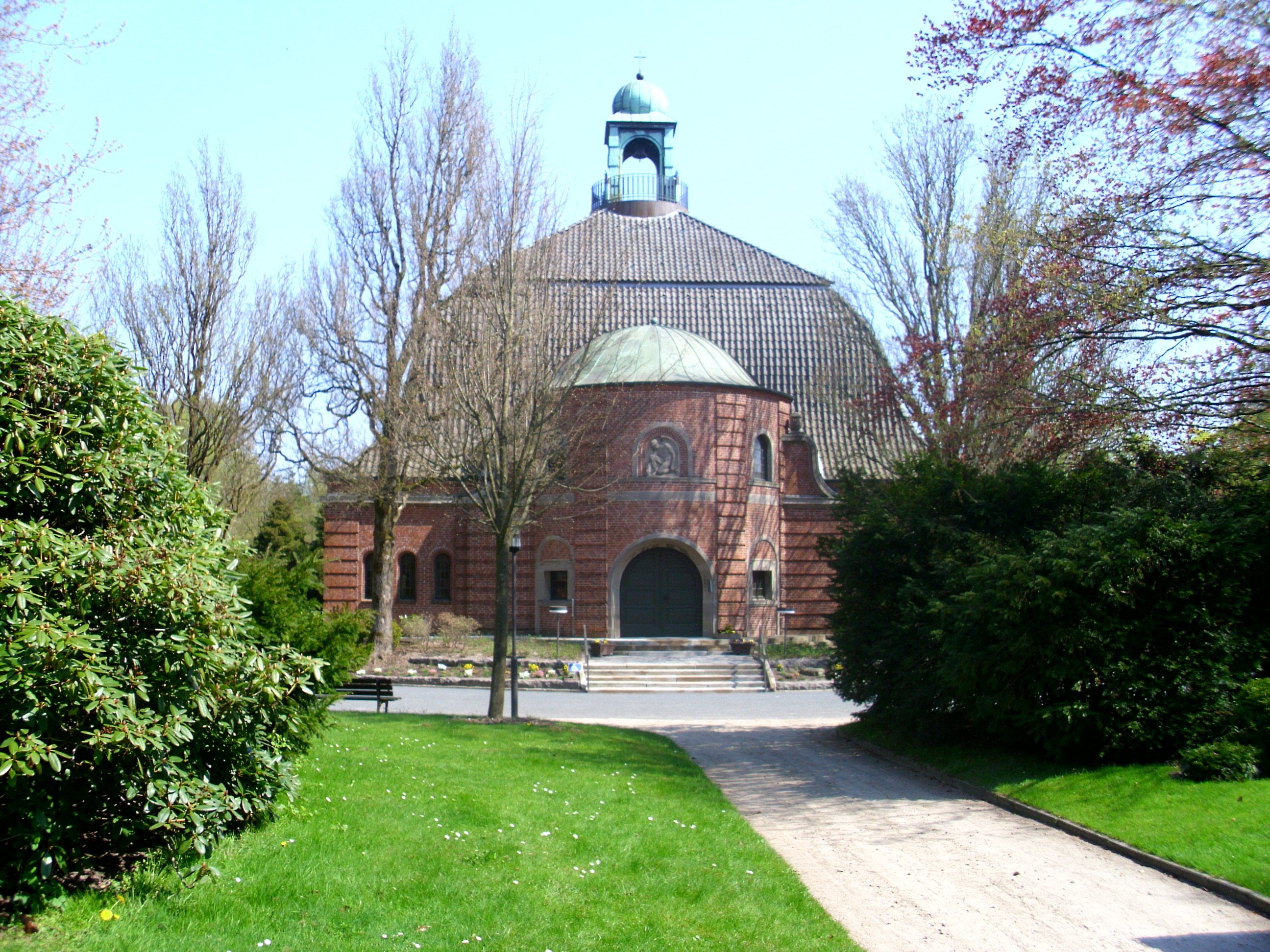
Kapelle auf dem Friedenshügel von Peter Jürgensen

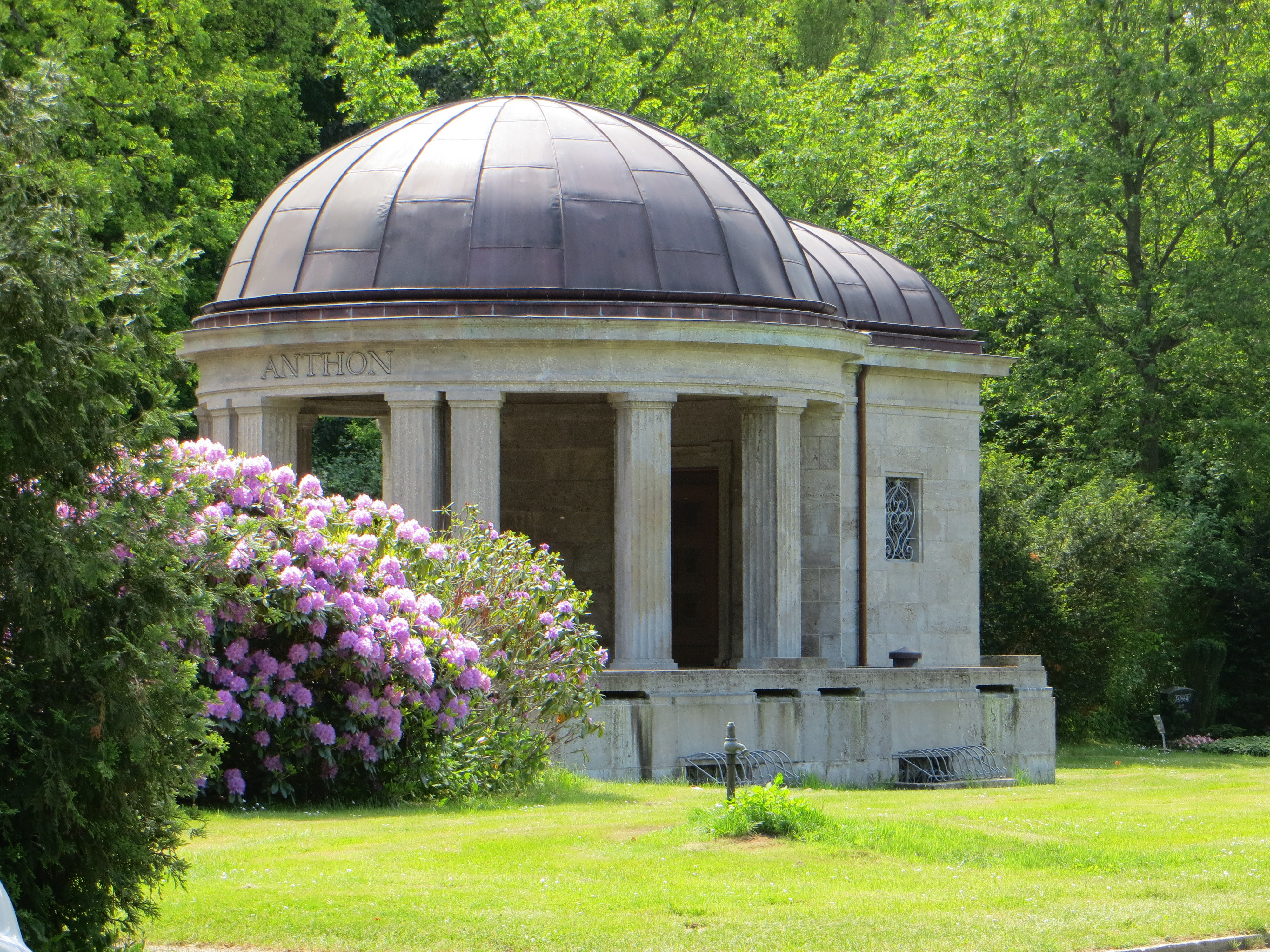
Mausoleum auf dem Friedenshügel

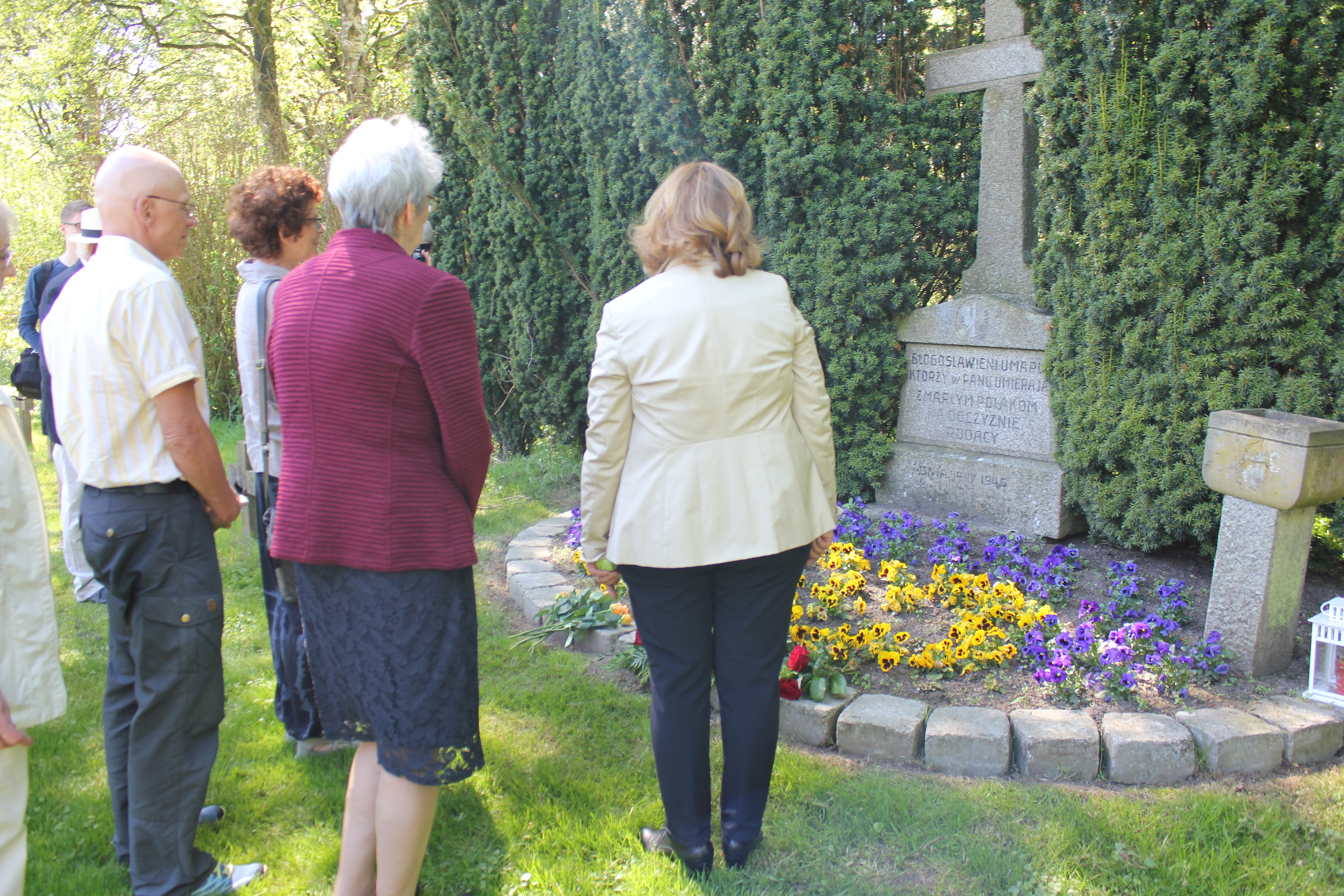
Am Jahrestag der Bedingungslosen Kapitulation der Wehrmacht, legten 2018 Stadtvertreter und Mitglieder verschiedener Organisationen, zum Gedenken an die Opfern der NS-Zeit, Kränze an entsprechenden Gedenkstätten nieder.

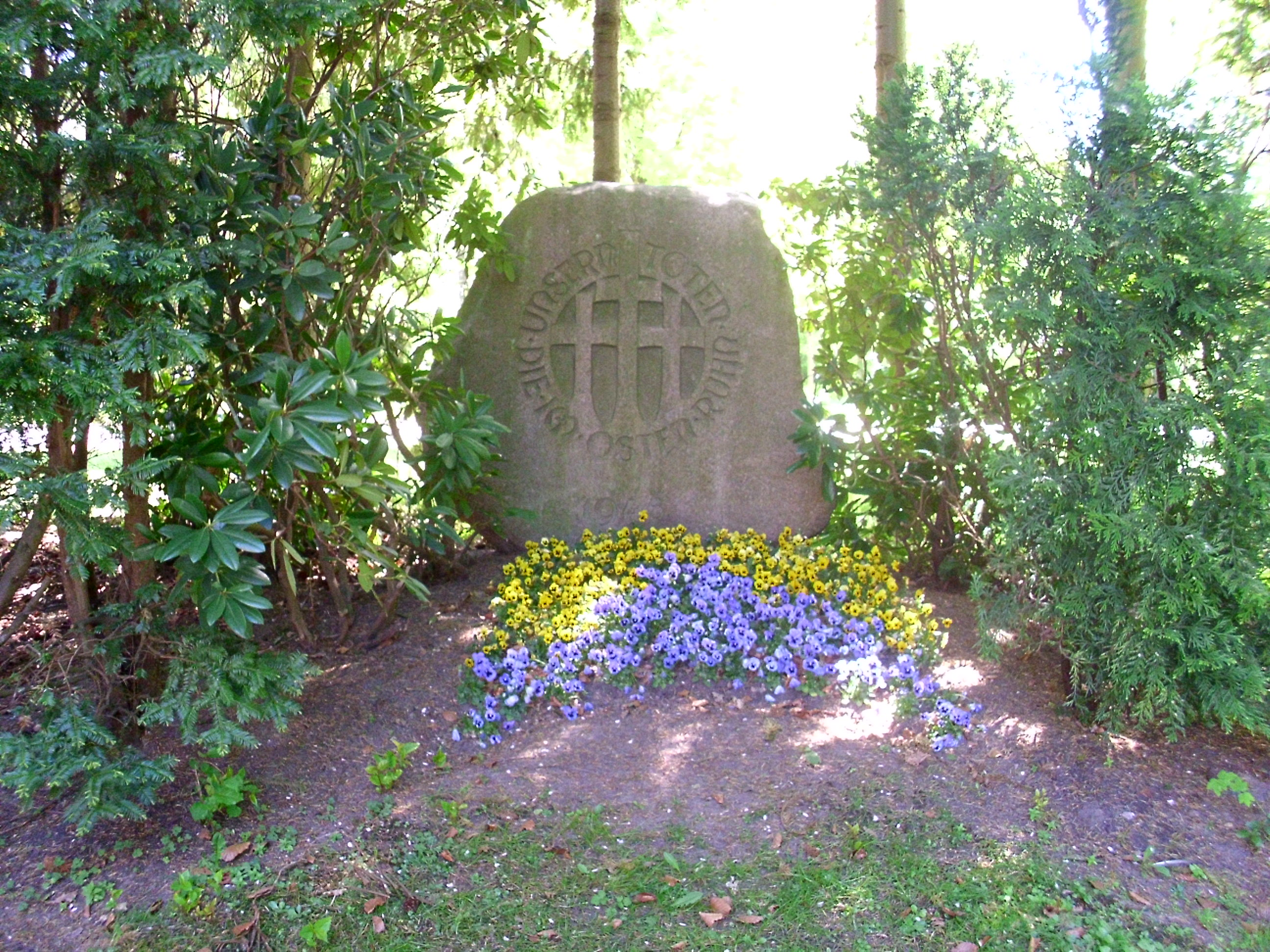
Gedenkstein für die Verstorbenen in den ehemaligen deutschen Ostgebieten

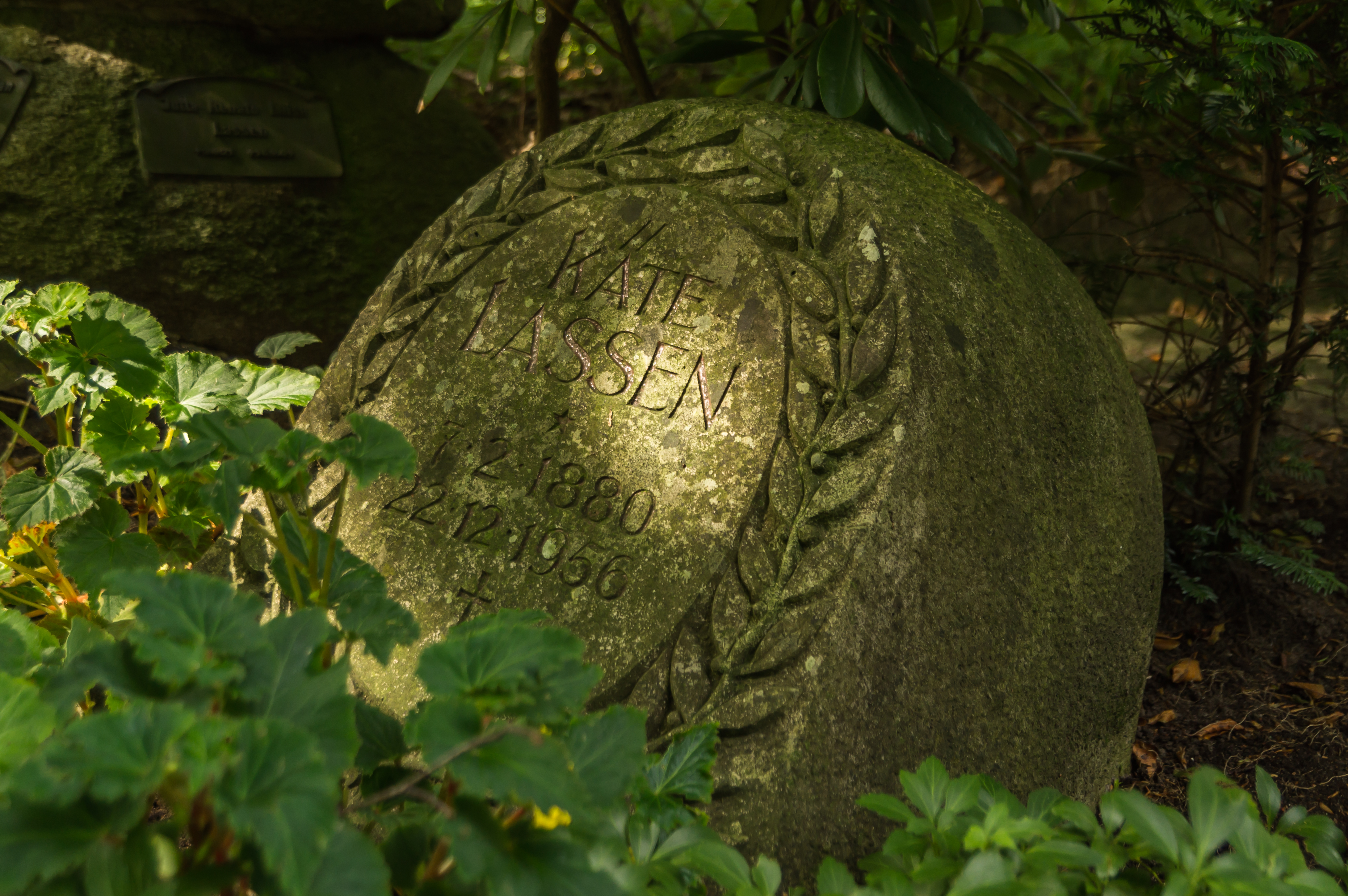
Grab von Künstlerin Käte Lassen

Der Friedhof Friedenshügel (ursprünglich: Friedhof am Friedenshügel, teilweise auch verkürzt zu: Friedenshügel; dänisch Fredshøj Kirkegård) in Flensburg wurde 1911 als dritte kommunale Begräbnisstätte eingerichtet und mit Bezug zum Friedenshügel benannt. Architekt war Wilhelm Cordes, der auch den Hamburger Ohlsdorfer Friedhof geplant hatte.

## Geschichte
In Flensburg bestanden seit dem Mittelalter mehrere Friedhöfe nahe den alten Kirchen wie St. Nikolai. Diese wurden durch einen zentralen Friedhof 1813 nahe dem heutigen Flensburger Museum aufgeben. Bis 1953 wurden hier Bestattungen durchgeführt. Bereits 1872 wurde der Mühlenfriedhof einige Meter weiter westlich eingerichtet. Als dritter kam der Friedhof Friedenshügel hinzu. Dieser wurde vom Architekten Wilhelm Cordes 1908 geplant und mit einigen Veränderungen 1911 an der heutigen Bundesstraße 199 errichtet. Die Namensgebung führte zurück auf eine 100 Jahre dauernde Grenzstreitigkeit zwischen den Kirchengemeinden St. Nikolai und St. Marien, die erst im Jahre 1718 beigelegt werden konnte. Ein Stein vor dem Haupteingang auf dem Hügel erinnert an diese Ereignisse. Der besagte Hügel bekam aufgrund der Ereignisse den Namen Friedenshügel. Erst später erhielt der Friedhof dann seinen Namen der Bezug auf den Hügel nimmt.

## Bauwerke
Auf dem Friedhof befindet sich eine Kapelle, die vom Baumeister Peter Jürgensen, in Zusammenarbeit mit Magistratbaurat Paul Ziegler, 1910 errichtet wurde. Sie war mit einer Krematoriumsanlage versehen, die aber außer Betrieb gesetzt und 1996 durch eine moderne Anlage weiter südlich ersetzt wurde. Der Schornstein neben der Kapelle wurde aber aus denkmaltechnischen Gründen nicht entfernt.

## Grabstätten
Der Friedhof umfasst über 12.000 Grabstellen auf einer 25 Hektar großen Anlage.

### Mausoleen
Es gibt nur ein Mausoleum der Familie Anthon, das im Jahre 1921 nahe dem Haupttor errichtet wurde. Andere berühmte Persönlichkeiten oder Unternehmer Flensburgs wurden in Nischengräbern beerdigt.

### Urnengräber
Wie auch auf anderen Friedhöfen der heutigen Zeit nehmen Urnenbestattungen immer mehr zu. Daher wurden neben den rechteckigen herkömmlichen Urnenplätzen neue Plätze mit speziellen Gestaltungsnamen errichtet wie das Rosarium (Kreisform) oder der Wellenbereich. Besonderheit ist hier die Grabsteingestaltung. Die Namen werden auf einem Gemeinschaftsgrabstein je Grabplatz gemeißelt.
Am südlichen Ende des Friedhofes wurde ein Urnenhain für namenlose Bestattungen eingerichtet. Zentrum bildet eine 1983 dort aufgestellte Statue.

### Gräber und Denkmäler aus der Zeit der Weltkriege
Seit dem Ersten Weltkrieg wurden auch an verschiedenen Stellen Kriegsgräber errichtet, die an den Kreuzen aus Beton erkennbar sind. Am östlichen Rand des Friedhofes richtete die Stadt Flensburg 1919 ein abgeschlossenes Kriegsgräberdenkmal in Kreisform ein, das Gefallene aus beiden Weltkriegen beherbergt. Dieser Platz wurde von Baumeister Paul Ziegler geplant. Die Stele, erst 1928 hinzugefügt, besitzt ein Relief über Darstellungen des Ersten Weltkriegs und wurde 1983 von der Stadt Flensburg instand gesetzt, was die Jahreszahl an der Vorderseite erklären könnte.
Die Zeit des Nationalsozialismus mit dem Zweiten Weltkrieg hinterließ verschiedenste Spuren in Flensburg, an die noch heute eine ganze Anzahl von Gräber und Denkmäler auf dem Friedhof erinnern. Luftangriffe gegen Flensburg während des Krieges hinterließen durch viele glückliche Umstände im Vergleich zu anderen Städten zwar kaum Schäden, doch Tote waren dennoch zu betrauern. An einem Tag im Jahr 1943 wurden beispielsweise bei zwei Bombenabwürfen einige Eisenbahnschienen sowie ein dänischer Kindergarten getroffen. Dabei kamen Kinder und Erwachsene ums Leben. Ihnen ist hinter dem Urnenfeld 30 eine Grabstätte mit Holzkreuzen und einem Grabgedenkstein in dänischer Sprache gewidmet worden. Die Luftangriffe endeten erst am 4. Mai, dem Tag als Hans-Georg von Friedeburg bei Lüneburg im Auftrag des letzten Reichspräsidenten Karl Dönitz, der sich mit der letzten Reichsregierung in den Sonderbereich Mürwik abgesetzt hatte, die Teilkapitulation der Wehrmacht für Nordwestdeutschland, Dänemark und die Niederlande unterzeichnete.
Neben der Kapelle sind auf dem Friedhof auch einige Gedenksteine an ehemalige Armeeeinheiten nahe der Kriegsgräber zu finden. Für alle Verstorbenen die in den ehemaligen deutschen Ostgebieten auf Friedhöfen bestattet wurden, richtete man nach Ende des Zweiten Weltkriegs eine Gedenksteinnische ein, die weiteren Steinen umringt wird. Diese kleinen Steine haben jeweils die ehemaligen Wappen wie zum Beispiel Schlesiens oder Preußens eingemeißelt.

### Gräber anderer Glaubensrichtungen
An verschiedenen Stellen wurden auch vereinzelt jüdische Bürger beerdigt. Um 2005 errichtete man eine separate Begräbnisstätte für die jüdische und moslemische Bevölkerung Flensburgs. Beide Stätten sind eingezäunt und in der Mitte getrennt. In die Pforten zu beiden Teilen ist jeweils das Symbol der Glaubensrichtung eingefräst. Sie befindet sich zum Ausgang am CITTI-Park Einkaufscenter.

### Gräber bekannter Persönlichkeiten
- Käte Lassen (1880–1956)
- Sophie Bothilde Jensen (1912–2007)